# هایدروو (اکلاهما)
هایدروو(به انگلیسی: Hydro) شهری در ایالت اکلاهما کشور ایالات متحده آمریکا است که جمعیت آن در سرشماری سال ۲۰۱۰ میلادی، ۹۶۹ نفر بوده‌است.